# Walter Connolly

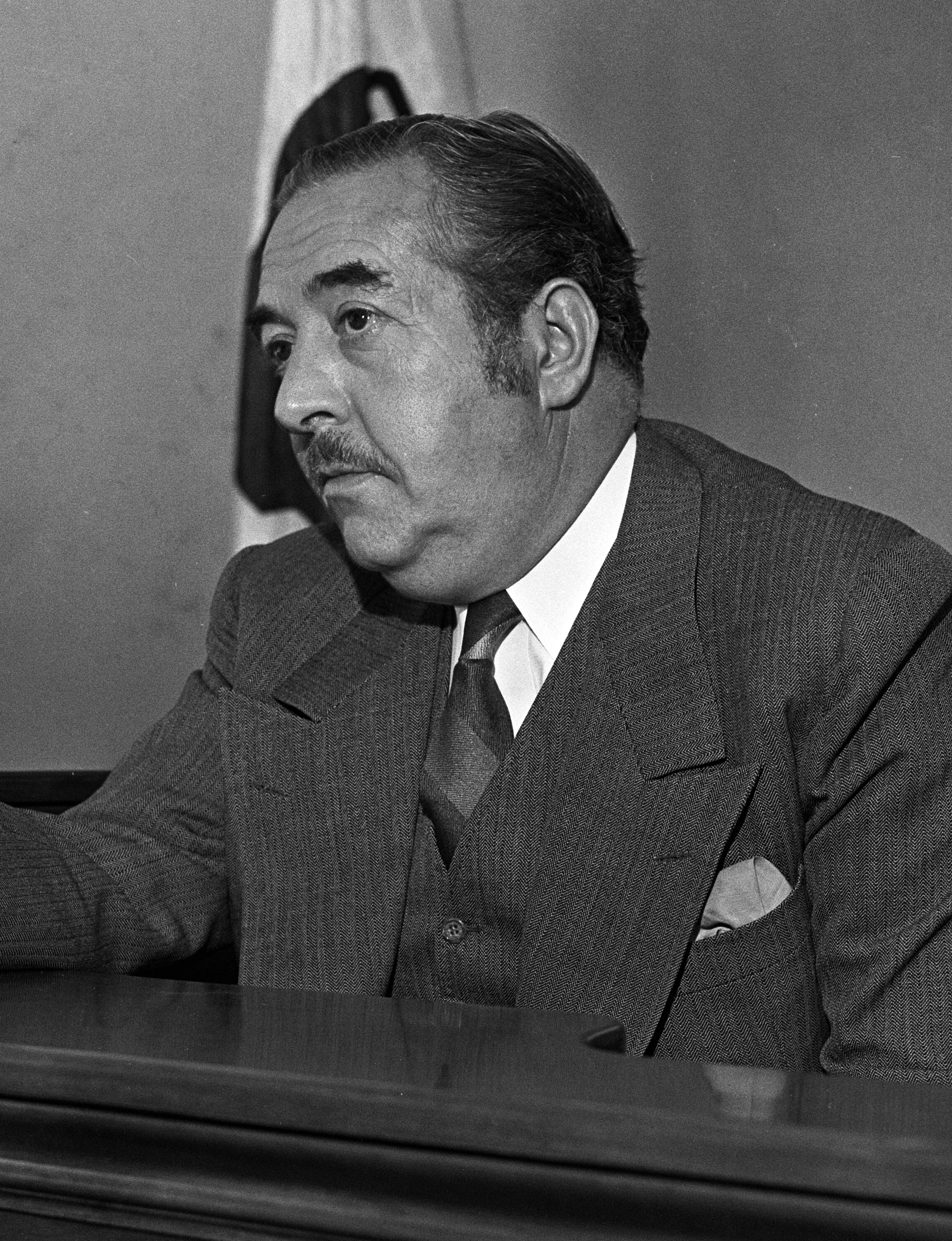
Walter Connolly (1935)

Walter Connolly (* 8. April 1887 in Cincinnati, Ohio; † 28. Mai 1940 in Beverly Hills, Kalifornien) war ein US-amerikanischer Schauspieler. Seine Spezialität waren leicht reizbare Herren in Komödien wie Es geschah in einer Nacht.

## Leben
Walter Connolly tourte zwischen 1911 und 1914 mit der Theatergruppe des damals bekannten Schauspielers E. H. Sothern. Allmählich etablierte er sich als Bühnenschauspieler, der zwischen 1916 und 1935 in über 20 Broadway-Inszenierungen zu sehen war, unter anderem von Sechs Personen suchen einen Autor und Onkel Wanja. Seine ersten Filmauftritte absolvierte er in den Stummfilmen The Marked Woman (1914) und A Soldier’s Oath (1915), sein erster Tonfilm war der Kurzfilm Many Happy Returns im Jahr 1930. Seine Arbeit im Filmgeschäft blieb allerdings sporadisch, bis ihm Harry Cohn, der Chef von Columbia Pictures, ein lukratives Angebot unterbreitete. Seine erste Arbeit für Columbia war das Drama Das Washingtoner Karussell, in dem er in einer größeren Nebenrolle einen Senator spielte.
In den 1930er Jahren wurde Connolly zu einem bekannten Charakterdarsteller Hollywoods. Der stämmige Schauspieler verkörperte oft Firmenchefs, Chefredakteure, Politiker oder andere Autoritätsfiguren, die eine kurze Zündschnur und großes Standesbewusstsein hatten. Ein Markenzeichen vieler seiner Auftritte waren daher komödiantische Wutausbrüche. Mehrfach spielte er auch den reizbaren, zum Schluss aber meist liebenswerten Vater der Hauptfigur, so auch in seiner vielleicht bekanntesten Rolle: In der Komödie Es geschah in einer Nacht von Frank Capra, die bei der Oscarverleihung 1935 fünf Oscars erhielt, spielte er den verärgerten Millionärsvater von Claudette Colberts Hauptfigur, der ihre Hochzeit mit einem windigen Mitgiftjäger annullieren möchte. Mit Capra, dem Star-Regisseur von Columbia, drehte Connolly noch drei weitere Filme.
Connolly avancierte so zu einem gefragten Darsteller in Screwball-Komödien, etwa als Freund und Geschäftspartner von John Barrymore in Howard Hawks’ Napoleon vom Broadway (1934) sowie als Chefredakteur an der Seite von Fredric March in William A. Wellmans Denen ist nichts heilig (1937). Mitunter übernahm Connolly aber auch ernste Rollen, etwa die des verhassten Onkels von Paul Muni im Filmdrama Die gute Erde nach Pearl S. Bucks gleichnamigem Roman. In Richard Thorpes Verfilmung von Mark Twains Literaturklassiker Die Abenteuer des Huckleberry Finn spielte er 1939 neben Mickey Rooney den Schwindler „The King“. In einigen kleineren Filmproduktionen war Connolly auch als Hauptdarsteller zu sehen. Insgesamt umfasst sein filmisches Schaffen 49 Filme zwischen 1914 und 1939. In seinem letzten Film Dreivierteltakt am Broadway spielte er die Hauptrolle des Komponisten Victor Herbert.
Neben seinen Filmauftritten war Connolly in den 1930er Jahren auch als Detektiv Charlie Chan in einer beliebten Hörspielreihe zu hören. In seiner Freizeit betätigte sich Connolly als Sammler von alten Büchern und Theaterprogrammen. Er heiratete 1921 die Schauspielerin Nedda Harrigan. Das Paar hatte eine Tochter namens Ann (1924–2006), die später Theaterschauspielerin wurde. Connolly starb im Mai 1940 unerwartet im Alter von 53 Jahren an einem Schlaganfall. Er befand sich zu dieser Zeit im Scheidungsprozess mit seiner Frau Nedda, die später den Regisseur Joshua Logan heiratete. Sein Grab befindet sich auf dem Saint Joseph New Cemetery in seiner Heimatstadt Cincinnati.

## Filmografie
- 1914: The Marked Woman
- 1915: A Soldier’s Oath
- 1930: Many Happy Returns (Kurzfilm)
- 1932: Das Washingtoner Karussell (Washington Merry-Go-Round)
- 1932: Man Against Woman
- 1932: No More Orchids
- 1932: The Bitter Tea of General Yen
- 1932: Plainsclothes Man
- 1933: Paddy the Next Best Thing
- 1933: Lady für einen Tag (Lady for a Day)
- 1933: Man’s Castle
- 1933: Master of Men
- 1933: East of Fifth Avenue
- 1934: Eight Girls in a Boat
- 1934: Es geschah in einer Nacht (It Happened One Night)
- 1934: Once to Every Woman
- 1934: Napoleon vom Broadway (Twentieth Century)
- 1934: Whom the Gods Destroy
- 1934: Servants’ Entrance
- 1934: Lady by Choice
- 1934: The Captain Hates the Sea
- 1934: Broadway Bill
- 1934: Father Brown, Detective
- 1934: White Lies
- 1935: Die Farm am Mississippi (So Red the Rose)
- 1935: She Couldn’t Take It
- 1935: One-Way Ticket
- 1936: Soak the Rich
- 1936: The Music Goes ’Round
- 1936: The King Steps Out
- 1936: Lustige Sünder (Libeled Lady)
- 1937: Die gute Erde (The Good Earth)
- 1937: Nancy Steele Is Missing!
- 1937: Let’s Get Married
- 1937: The League of Frightened Men
- 1937: Denen ist nichts heilig (Nothing Sacred)
- 1937: First Lady
- 1938: Penitentiary
- 1938: Start Cheering
- 1938: Liebe zu viert (Four’s a Crowd)
- 1938: Zu heiß zum Anfassen (Too Hot to Handle)
- 1938: The Girl Downstairs
- 1939: Die Abenteuer des Huckleberry Finn (The Adventures of Huckleberry Finn)
- 1939: Bridal Suite
- 1939: Good Girls Go to Paris
- 1939: Coast Guard
- 1939: Fifth Avenue Girl
- 1939: Those High Grey Walls
- 1939: Dreivierteltakt am Broadway (The Great Victor Herbert)